# جمهوری نخست چکسلواکی
جمهوری نخست چکسلواکی (چکی / اسلواکی: Československá republika) دولتی بود که از سال ۱۹۱۸ تا ۱۹۳۸ وجود داشت که از بوهم، موراویا، سیلزی چک و اسلواکی تشکیل شده بود. پس از سال ۱۹۳۳ چکسلواکی تنها کشور در اروپای مرکزی و اروپای شرقی بود که با دموکراسی عمل می‌کرد. با فشار داخلی توسط یک اقلیت آلمانی تحت حمایت آلمان نازی در همسایگی این کشور، چکسلواکی مجبور به واگذاری سودتنلند به نازی‌ها به عنوان بخشی از توافقنامه مونیخ در ۱ اکتبر ۱۹۳۸ شد. همچنین مجبور به واگذاری بخش‌های جنوبی اسلواکی به مجارستان و منطقه‌ای در سیلزی به لهستان شد. در واقع این به معنای پایان جمهوری نخست چکسلواکی بود. با روی کار آمدن جمهوری دوم چکسلواکی که کمتر از یکسال به طول انجامید باقیمانده چکسلواکی به دست آلمان نازی افتاد.